# Dommary-Baroncourt
Dommary-Baroncourt ist eine französische Gemeinde mit 745 Einwohnern (Stand: 1. Januar 2022) im Département Meuse in der Region Grand Est (bis 2015 Lothringen). Sie gehört zum Arrondissement Verdun und zum Kanton Bouligny. Die Einwohner werden Baroncourtois genannt.

## Geografie
Dommary-Baroncourt liegt etwa 59 Kilometer westnordwestlich von Metz und etwa 48 Kilometer nordöstlich von Verdun. Umgeben wird Dommary-Baroncourt von den Nachbargemeinden Domremy-la-Canne und Ollières im Norden, Avillers im Nordosten, Bouligny im Osten, Affléville im Südosten, Rouvres-en-Woëvre im Süden sowie Éton im Westen.

## Bevölkerungsentwicklung
| Jahr                       | 1962 | 1968 | 1975 | 1982 | 1990 | 1999 | 2006 | 2011 | 2019 |
| Einwohner                  | 1312 | 1124 | 1015 | 825  | 705  | 705  | 806  | 807  | 731  |
| Quellen: Cassini und INSEE |      |      |      |      |      |      |      |      |      |

## Sehenswürdigkeiten
- neue Kirche Sainte-Thérèse in Baroncourt, 1931 erbaut
- alte Kirche Saint-Mansuy in Dommary, um 1122 gebaut, 1974 weitgehend zerstört
- alte Kirche von Bouvigny, zerstört

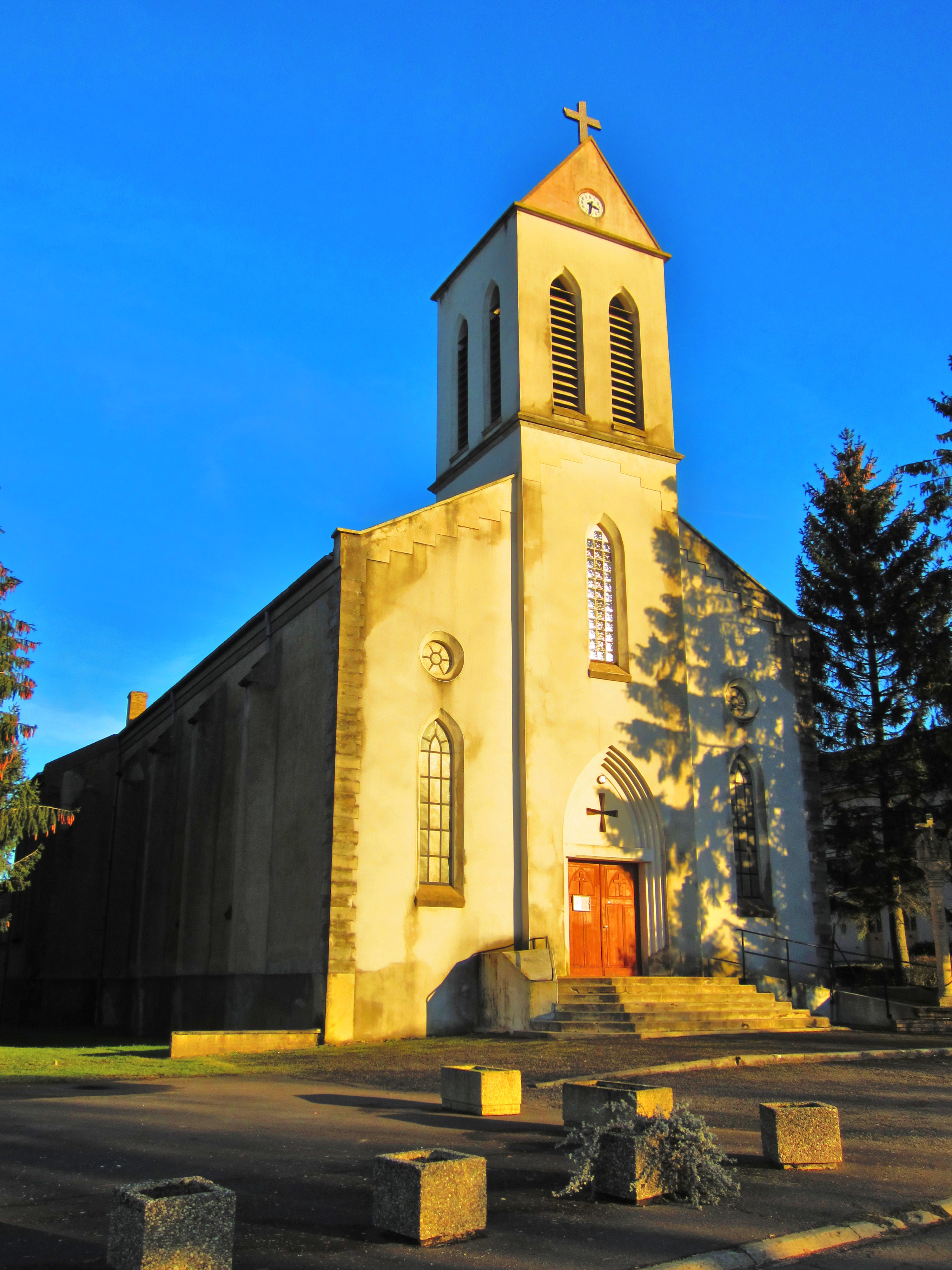
Kirche Sainte-Thérèse
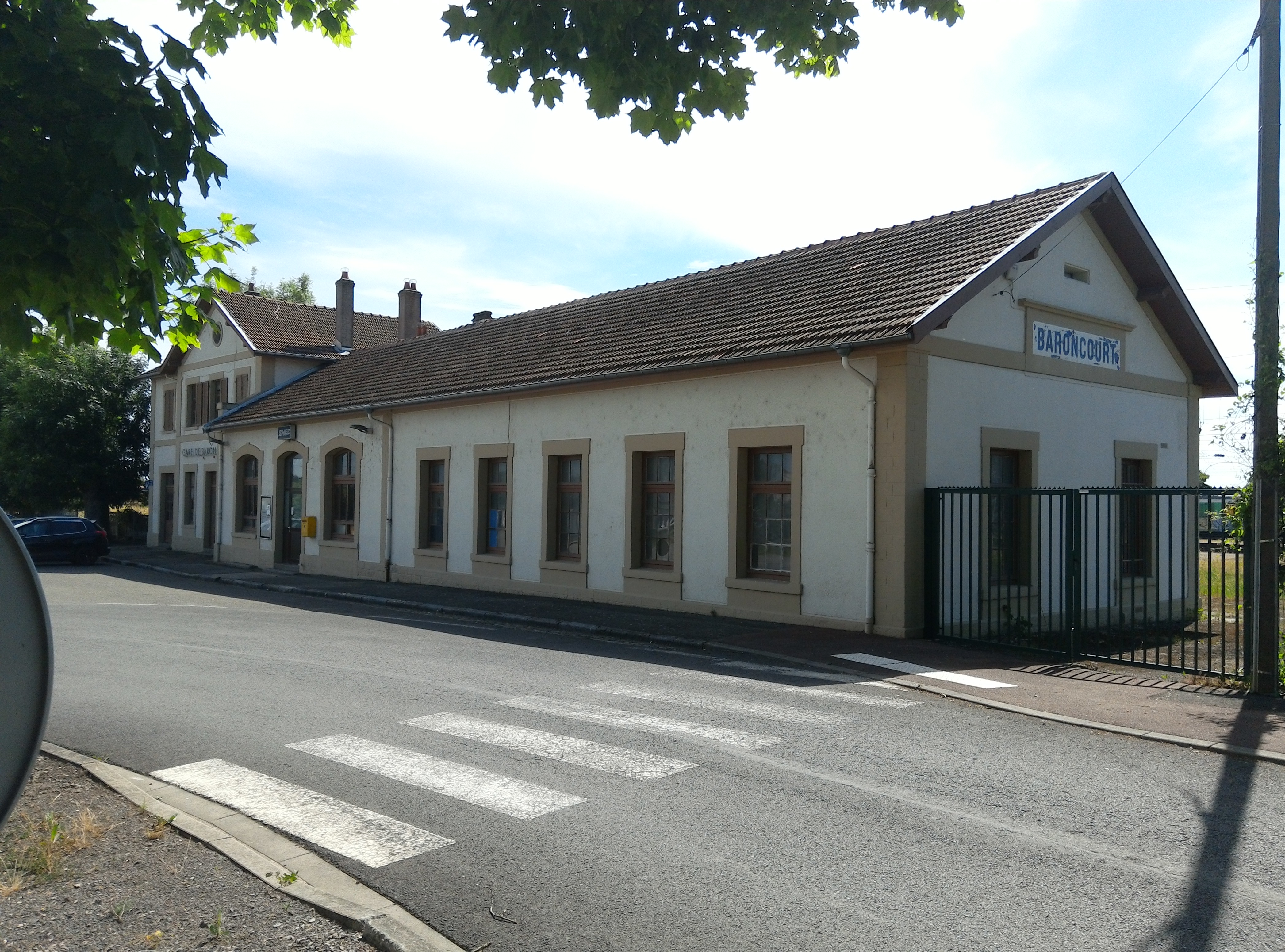
Bahnhof Baroncourt